# (1083) Salvia
(1083) Salvia és un asteroide pertanyent al cinturó d'asteroides descobert el 26 de gener de 1928 per Karl Wilhelm Reinmuth des de l'observatori de Heidelberg-Königstuhl, Alemanya.
Inicialment es va designar com 1928 BC. Més endavant va ser anomenat per les sàlvies, una planta de la família de les lamiàcies.
Salvia està situat a una distància mitjana del Sol de 2,329 ua, podent allunyar-se'n fins a 2,754 ua i acostar-s'hi fins a 1,904 ua. Té una inclinació orbital de 5,131° i una excentricitat de 0,1825. Empra 1298 dies a completar una òrbita al voltant del Sol.